# François-Guillaume Lardy
Pour les articles homonymes, voir Lardy.
François-Guillaume Lardy, né en 1749 à Auvernier et mort en 1812 à Colombier, est un graveur en taille douce, émailleur et médailleur neuchâtelois.

## Biographie
François-Guillaume Lardy naît en 1749 à Auvernier.
Il acquiert comme graveur une assez grande célébrité. Il apprend à graver en cachet à La Ferrière dans l'Erguël en 1764. Il s'applique ensuite au dessin à Genève, et à la peinture sur émail à Bevaix, en 1771, sous la direction de M. Dubois. Il s'établit à Bâle en 1775. Il grave les estampes de l'Encyclopédie de Lausanne et de l'édition de Buffon, publiée dans la même ville. On lui doit également une vue du tombeau de Jean-Jacques Rousseau et de la vieille femme à l'île des Peupliers à Ermenonville, divers costumes enluminés d'apprès Aberly et Freudenberger, qui égalent ceux de Freudenberger lui-même.
De lui, il y a quelques portraits en médaillons, dont l'un de l'abbé de Condillac (1780).
Il meurt en 1812 à Colombier.